# Допалеозойські розсипи
Допалеозойські розсипи (рос. допалеозойские россыпи, англ. Pre-Palaeozoic placers; нім. präpaläozoische Seifen f pl) – прибережно-морські, дельтові, алювіальні і пролювіальні викопні розсипи. Розміщуються по околицях пізньоархейських і протерозойських геосинклінальних і платформних прогинів, виконаних метаморфізованими осадово-вулканогенними товщами потужністю до 20 км. Д.р. містять золото, платину, уран, торій, алмази. Являють собою збагачені корисними мінералами лінзоподібні прошарки (15-300 м на 3-4 км) потужністю від см до 6-10 м. Пром. значення Д.р. дуже велике: вони дають бл. 90% видобутку золота економічно розвинених країн і Вітватерсранду, 12% алмазів (Індія, Африка, Півд. Америка), 15% урану (Вітватерсранд, Блайнд-Рівер) при сер. вмістах золота 5 -20 г/т, алмазів 0,1-0,2 кар/т, урану 0,02-0,15%. Глибина розробок Д.р. досягла 3,5-3,7 км. 